# 高木慎二
高木 慎二（たかぎしんじ、1967年9月10日 - ）は、ジャズのアルト・サクソフォーン奏者。

## 略歴
- 1967年、東京都八王子市に生まれる
- 1988年、ボストン大学入学
- 1989年、マンハッタン音楽学校入学
- 1993年、同校卒業

現在、ニューヨークをはじめ国内外問わず、多くのミュージシャンと精力的にライブ活動、レコーディングを行っている。

## 所属バンド
- 東京ディズニーランドバンドマスター等

## 共演ミュージシャン

### ニューヨーク滞在中
- Steve Slagle
- Steve Coleman
- Greg Osby
- カサンドラ・ウィルソン

### 帰国後
- 塩谷哲 (P)
- 山木秀夫 (Dr)
- 梅津和時 (Sax)
- 渡辺香津美 (G)
- 細野晴臣 (B）
- 笹路正徳 (P)
- 村上ポンタ秀一 (Ds)
- 東原力哉 (Ds)
- 三上寛 (Vo)
- マリーン (Vo)
- Rod Williams (P)
- Zane Massey (t.s)
- Roy Campbel (t.p)
- 三好“三吉”功郎 (G)
- 権藤知彦 (Arr)

他多数（順不同）

## メディア出演

### テレビ
- はなまるマーケット（TBS）
- ぶらり途中下車の旅（日本テレビ）